# Beania hirtissima
Beania hirtissima is een mosdiertjessoort uit de familie van de Beaniidae. De wetenschappelijke naam van de soort is, als Diachoris hirtissima, voor het eerst geldig gepubliceerd in 1867 door Heller.